# Ústí, Přerov
Ústí là một làng thuộc huyện Přerov, vùng Olomoucký, Cộng hòa Séc.